# Corythophora (zoologia)
Corythophora Loew, 1862, è un genere di insetti della famiglia degli Ephydridae (Diptera: Schizophora).

## Descrizione
Gli adulti sono simili a quelli del genere Dryxo, con i quali condividono sostanzialmente la perdita secondaria di alcune setole, primitivamente presenti nei Dryxini. Il corpo è robusto e di dimensioni medio-grandi, rispetto alla generalità degli Efidridi, con lunghezza variabile da 3,4 a 6,6 mm.
Il capo ha faccia ampia e leggermente convessa ma non proiettata in avanti. con margine ventrale appiattito, gena alta, parafacce strette. Le antenne hanno arista pettinata, portante 10-14 raggi dorsali lunghi. La chetotassi cefalica è così composta:
- setole fronto-orbitali: ben sviluppata e robusta la posteriore reclinata, le due proclinate sono invece ridotte a brevi setoline, inserite più esternamente rispetto alla reclinata;
- setole verticali: ben sviluppate, in particolare il paio interno;
- setole ocellari: deboli ma presenti, proclinate e più o meno divergenti;
- setole pseudopostocellari: molto deboli, meno sviluppate delle ocellari;
- setole facciali: brevi e inclinate verso l'interno, numerose, allineate verticalmente in due serie laterali, ai margini della faccia e parallele alle parafacce;
- setola genuale: molto breve, inserita presso il margine ventrale.

Il torace è caratterizzato dalla perdita secondaria di alcune setole generalmente presenti come carattere apomorfico nei Dryxini. Gli elementi morfologici di maggiore rilevanza sono i seguenti:
- regione dorsale: le setole acrosticali sono praticamente assenti, ad eccezione delle prescutellari, ben sviluppate; le setole dorsocentrali, rispetto ai Drixyni, sono ridotte al solo paio posteriore per la perdita secondaria delle tre anteriori;
- regione dorso-laterale: presenti una omerale, una sola notopleurale, una sola sopralare postsuturale, una postalare. Rispetto alla generalità dei Dryxini è evidente la perdita secondaria di una notopleurale e della sopralare presuturale;
- scutello: l'area discale è cosparsa di rade setoline, mentre ai margini sono evidenti due paia di lunghe e robuste setole scutellari, uno apicale e uno laterale;
- regione pleurale: presente una sola anepisternale per la perdita secondaria della dorsale, katepisternale molto debole, ridotta ad un pelo.

Le ali hanno la costa estesa fino alla terminazione della media e il ramo R2+3 della radio lungo. Elementi diagnostici di particolare rilievo sono i seguenti: primo ramo della radio (R1) dorsalmente glabro e tratto basale privo di setole, vena medio-cubitale discale (dm-cu) diritta e formante un angolo acuto con la media.
Zampe con femori medi e posteriori lunghi più o meno quanto l'addome, e con mesotibie provviste di setole prominenti sul lato anteriore.
L'addome ha una pigmentazione dorsale alternata a bande trasversali. Quello dei maschi ha l'epandrio conformato a U e l'ipandrio concavo.

## Sistematica
Lo status tassonomico di questo genere, nella letteratura, era alquanto incerto fino alla fine del XX secolo. Corythophora fu definito, in origine, come genere monotipico comprendente la sola specie Corythophora longipes.
Bezzi (1908) lo ridusse a sinonimo minore di Dryxo.  La sinonimia di Dryxo e Corythophora fu sostenuta dalla generalità dagli Autori che si occuparono di questi efidridi per quasi un secolo e in altra sede applicò al nome della specie la nuova combinazione Dryxo longipes.
Cresson (1928) seguì implicitamente la revisione di Bezzi e istituì un nuovo genere monotipico, Karema, includendovi la specie tipo Karema lowella. Contestualmente ridusse Dryxo longipes a sinonimo minore di Dryxo ornata (Macquart, 1843). Cinquanta anni dopo, Cogan (1968) aggiunse una nuova specie, Karema flavipes.
Mathis & Zatwarnicki (2002) attribuiscono a tale impostazione tassonomica un errore procedurale: Bezzi e i successivi Autori, infatti, applicavano la sinonimia di Corythoneura interpretando la descrizione originale di Loew (1862) senza tuttavia esaminare direttamente l'esemplare tipo. L'esame degli esemplari descritti in letteratura hanno portato Mathis & Zatwarnicki a rivedere l'impostazione tassonomica e ripristinare quella originariamente proposta da Loew: i due Autori hanno verificato l'identità tassonomica di Corythophora longipes e Karema lowella, perciò Corythophora è stato riportato allo status di genere distinto da Dryxo e Karema ridotto a sinonimo minore.
In conseguenza di questa revisione, il genere comprende le seguenti due specie
- Corythophora longipes Loew, 1862. Sinonimo: Karema lowella Cresson, 1929.
- Corythophora flavipes (Cogan, 1968). Combinazione obsoleta: Karema flavipes.

Va osservato che il BioSystematic Database of World Diptera non prende in considerazione la rettifica dei due ditterologi e adotta l'impostazione tassonomica che vede la specie C. longipes inclusa nel genere Dryxo, come sinonimo minore di Dryxo (Dryxo) ornatus, e il genere Karema come distinto, comprendente le specie K. loewella e K. flavipes. La distribuzione, esclusivamente afrotropicale, di queste specie è causa di una carenza di approfondimenti in merito a questa apparente incongruenza e le sole fonti disponibili si identificano con banche dati più o meno accurate nell'interpretazione della letteratura. In merito a quest'ultima si cita una conferma, da parte di Zatwarnicki (2010), dell'impostazione tassonomica del 2002 al settimo Congresso Internazionale di Ditterologia.

## Filogenesi
Nell'ambito di uno studio sulla filogenesi dei Dryxini, Mathis & Zatwarnicki (2002) hanno evidenziato le relazioni filogenetiche con gli altri generi, ampliando e integrando l'originaria ipotesi di Cresson (1929) in merito all'affinità tra Dryxo e Karema: Corythophora costituisce una linea in stretto rapporto con il clade composto dai generi Dryxo e Omyxa, quest'ultimo di nuova istituzione. Questi tre generi, nel loro insieme, rappresentano uno dei tre cladi in cui si sarebbero differenziati i Dryxini:
|  | Afrolimna + Paralimna                                          |
|  |                                                                |
|  | \| \| Corythophora \| \| \| \| \| \| Dryxo + Omyxa \| \| \| \| |
|  |                                                                |
|  | Papuama + Oedenops + Oedenopiforma                             |
|  |                                                                |
|  | Corythophora                                                   |
|  |                                                                |
|  | Dryxo + Omyxa                                                  |
|  |                                                                |

|  | Corythophora  |
|  |               |
|  | Dryxo + Omyxa |
|  |               |

Gli Autori individuano, per Corythophora, sei autapomorfie, riguardanti la chetotassi della regione pleurale, della base della radio e delle mesotibie, la conformazione dello scutello, la conformazione dell'organo copulatorio del maschio.

## Distribuzione
Entrambe le specie, come detto in precedenza, sono esclusive della regione afrotropicale. C. longipes ha un'ampia distribuzione continentale, con un areale che si estende dal Sahel al Sudafrica. Complementare e più circoscritta è invece la distribuzione dell'altra specie, endemica del Madagascar, con esemplari raccolti in varie stazioni.